# Where the Heart Is (filme de 2000)
Where the Heart Is (bra: Onde Mora o Coração; prt: A Voz do Coração) é um filme estadunidense de 2000, do gênero drama, dirigido por Matt Williams e estrelado por Natalie Portman e Ashley Judd.

## Sinopse
Novalee Nation tem 17 anos, não tem família e foi abandonada grávida pelo namorado. Sem ter aonde ir, ela começa a morar escondida num supermercado.

## Elenco
| Ator             | Papel              |
| ---------------- | ------------------ |
| Natalie Portman  | Novalee Nation     |
| Ashley Judd      | Lexie Coop         |
| Dylan Bruno      | Willy Jack Pickens |
| Laura House      | Nicki              |
| Keith David      | Moses Whitecotten  |
| Joan Cusack      | Ruth Meyers        |
| Alicia Godwin    | Jolene             |
| Richard Jones    | Sr. Sprock         |
| Kathryn Esquivel | Sra. Ortiz         |